# 中美洲历史
中美洲历史叙述了中美洲地区的历史。

## 欧洲人到来之前
在哥伦布到来之前，中美洲已经出现了许多文明。中美洲土著人占据了北至墨西哥中部南至哥斯达黎加地区。

## 西班牙殖民时代
在16世纪西班牙征服了中美洲之后，中美洲地区具有相似的历史。从16世纪至1821年，中美洲地区建立了瓜地马拉都督辖区，属于新西班牙总督辖区的一部分。

## 独立
1811年，萨尔瓦多城爆发了独立运动。同样运动也爆发在1814年斐迪南七世复辟。两次运动均遭到镇压。1821年，危地马拉的中美洲会议起草了中美洲独立宣言，宣布从西班牙独立，时间为这一年的9月15日。 这一天至今被大多数中美洲国家视为独立日。西班牙都督府的总督Gabino Gaínza同情起义者并决定在新政府成立，他仍然担任一个临时领导角色。独立是短暂的，1822年1月5日，危地马拉的保守派迎来了墨西哥第一帝國的阿古斯汀一世。中美洲的自由主义者反对这个，但是来自墨西哥的军队占领了危地马拉城并镇压了异议。

### 中美洲联合省
1823年，一个中美洲国家建立，起初想要照搬美国建立联邦共和国。最后根据1824年宪法，建立中美洲联邦共和国，后解散。

## 20世纪
1907年，中美洲法院建立。1960年12月13日，危地马拉、萨尔瓦多、洪都拉斯和尼加拉瓜建立中美洲共同市场。哥斯达黎加由于其经济繁荣和政治稳定没有选择加入。